# 안동 평화동 삼층석탑
안동 평화동 삼층석탑(安東 平和洞 三層石塔)은 경상북도 안동시 평화동에 있는 남북국 시대 신라의 삼층석탑이다. 1963년 1월 21일 대한민국의 보물 제114호로 지정되었다.

## 개요
경북 안동시 평화동에 있는 3층 석탑으로, 탑이 주변에 민가가 들어서 있어 절터의 흔적은 찾을 수 없으며, 절이름 또한 알 길이 없다.
탑신(塔身)을 받치고 있는 기단(基壇)을 위·아래 2단으로 꾸민 3층 석탑의 모습으로, 주목할 점은 아래층 기단에 아름다운 안상(眼象)이 새겨져 있다는 것이다. 윗층 기단은 윗면에서 상당한 경사를 보이고 각 모서리도 약간 위로 치켜 올려진 전혀 새로운 형식을 갖추었는데, 그 모습이 마치 지붕돌로 보일 정도이다. 탑신은 몸돌과 지붕돌이 각각 하나의 돌로 되어 있고, 지붕돌은 처마밑이 직선이며, 풍경을 달았던 작은 구멍들이 남아 있다. 탑의 꼭대기에는 머리장식으로 네모난 노반(露盤:머리장식받침)과 복발(覆鉢:엎어놓은 그릇모양의 장식)만이 남아 있다.
이 탑은 지붕돌이 넓어 매우 안정된 모습을 보이며, 전반적으로 그 비례감이 아름답다. 탑이 세워진 시기는 통일신라 중기 이후로 보인다.

## 사진

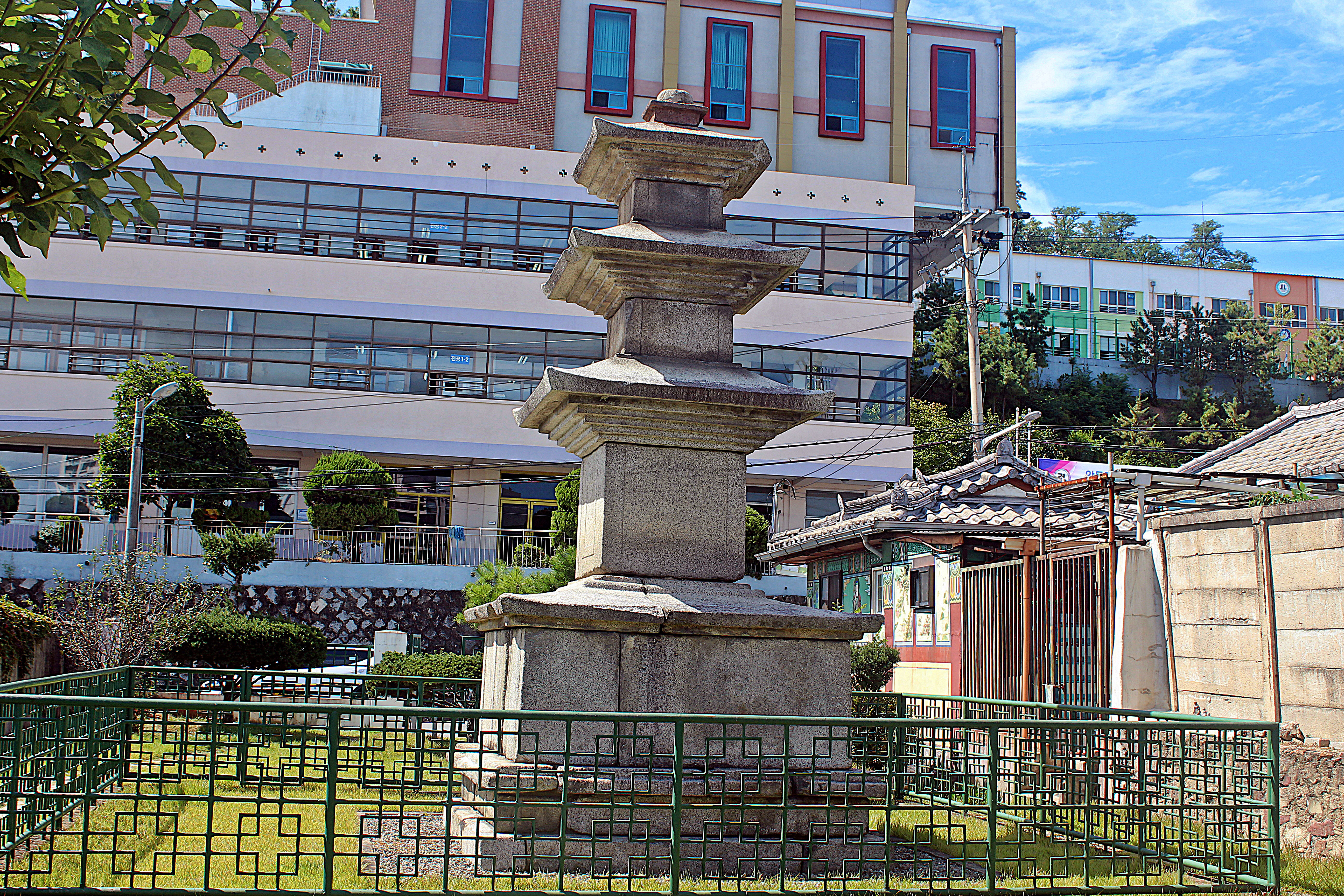
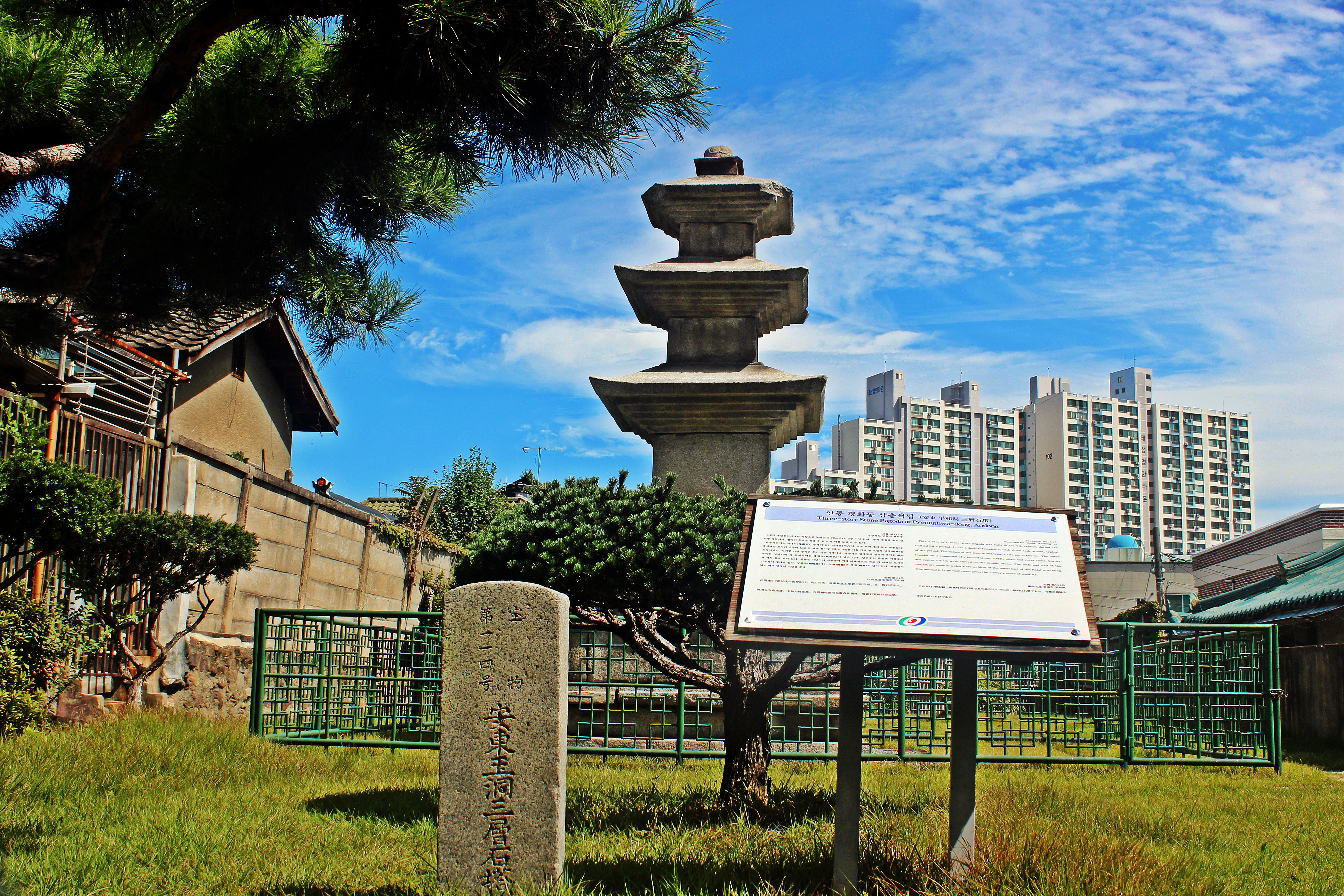

## 같이 보기
- 삼층석탑

## 참고 자료
- 안동 평화동 삼층석탑 - 국가유산청 국가유산포털